# Salute Italia!
Salute Italia! è un album discografico di Al Caiola, pubblicato dalla casa discografica Roulette Records nel febbraio del 1960.

## Tracce
Lato A
1. Chitarra romana – 2:25 (Eldo Di Lazzaro, Bruno Cherubini, Marjorie Harper)
2. Just Say I Love Her – 3:00 (Jimmy Dale (Jimmy Hale), Martin Kalmanoff, Sam Ward)
3. Mattinata – 3:03 (Ruggiero Leoncavallo)
4. I Have But One Heart – 1:57 (Marty Symes, Johnny Farrow)
5. Tra veglia e sonno – 2:45 (Luigi Canora, Pietro Forte)
6. You're My Treasure – 2:45 (Tony Starr, Jimmy Saunders)

Lato B
1. Oh Marie – 2:15 (Eduardo Di Capua, Harold Barlow)
2. Woodpecker Song – 2:20 (Bruno Cherubini, Eldo Di Lazzaro, Harold Adamson)
3. Tango of the Roses – 2:20 (Carol Raven, Aldo Bottero, Filippo Schreier)
4. Gilda – 2:50 (Onofrio Di Bella)
5. Anema e core – 2:57 (Tito Manlio, Salve D'Esposito)
6. Luna rossa – 2:57 (Vincenzo De Crescenzo, Antonio Vian, Kermit Goell)

## Musicisti
- Al Caiola - chitarra (solo), mandolino
- Dick Dia - chitarra, mandolino (solo)
- Don Arnone - chitarra, mandolino
- Bucky Pizzarelli - chitarra, mandolino
- Dominick Cortese - accordion
- Jack Morreale - tromba
- Frank Mane - sassofono
- Phil Krause - vibrafono
- Terry Snyder - vibrafono
- Sidney Sandy Block - contrabbasso
- Sol Gubin - batteria[3]